# Durna Przełęcz
Durna Przełęcz (słow. Lastovičia štrbina, Pawlikowského štrbina, niem. Pawlikowskischarte, węg. Pawlikowski-rés) – przełęcz położona na wysokości ok. 2560 m n.p.m., znajdująca się między Durnym a Małym Durnym Szczytem, w długiej południowo-wschodniej grani Wyżniego Baraniego Zwornika w słowackich Tatrach Wysokich. Przełęcz składa się z dwóch siodeł oddzielonych Durną Igłą (dawniej Igła w Durnym), są to Maćkowa Przełęcz (Lastovičia štrbina, Fecske-rés, bliżej Małego Durnego Szczytu) i Przełęcz Pawlikowskiego (Pawlikowského štrbina, Pawlikowski-rés, bliżej Durnego Szczytu). Na oba siodła Durnej Przełęczy nie prowadzą żadne szlaki turystyczne.
Z Maćkowej Przełęczy i Przełęczy Pawlikowskiego na obie strony opadają żleby łączące się ze sobą po kilkudziesięciu metrów – stąd możliwość traktowania ich jako dwa siodła jednej przełęczy. Przejście między siodłami jest dość proste i prowadzi półkami po stronie Doliny Dzikiej. Najprostsza droga na Durną Przełęcz latem prowadzi z Doliny Pięciu Stawów Spiskich przez Małą Durną Przełęcz i Mały Durny Szczyt, z kolei zimą najwygodniejsze są drogi prowadzące żlebami z Doliny Pięciu Stawów Spiskich i z Miedzianej Kotliny.

## Nazewnictwo
Nazwa Durnej Przełęczy pochodzi od Durnego Szczytu, natomiast nazwy dwóch siodeł pochodzą od pierwszych zdobywców przełęczy. Maćkowa Przełęcz pochodzi od Macieja Sieczki, a Przełęcz Pawlikowskiego od Jana Gwalberta Pawlikowskiego.

## Historia
Pierwsze wejścia:
- letnie: Jan Gwalbert Pawlikowski, przewodnicy Józef Sieczka i Maciej Sieczka, 8 sierpnia 1881 r.,
- zimowe na Maćkową Przełęcz: Lajos Károly Horn, Gyula Komarnicki, Roman Komarnicki i Jenő Serényi, 2 stycznia 1910 r.,
- zimowe na Przełęcz Pawlikowskiego: Ede Hruby, Oszkár Jordán, Roman Komarnicki i Jenő Serényi, 27 marca 1910 r.[2]